# 克里斯蒂安·别利克
基斯甸·比歷克（波蘭語：Krystian Bielik，發音：[ˈkrɨstjan ˈbjɛlik]，1998年1月4日—），是一名波蘭職業足球員，現效力於英冠球隊西布朗，曾效力於波蘭國家足球隊。司職中堅、防守中場。
2014年，比歷克於歷基亞開始其職業生涯，於1年後轉會至阿仙奴。2016-17賽季的下半季，他被外借至伯明翰。
在國家隊方面，他曾為波蘭 U19上陣。

## 球會生涯

### 歷基亞
比歷克於其家鄉球會科寧的青年隊開始踢球，2012年，他被波茲南萊克的球探發現，並邀請他加入球會的青年隊。效力期間，他贏得波蘭 U17聯賽的冠軍。可是，在2014年7月，他以8800歐元的價錢轉會至主要競爭對手歷基亞。8月24日，他在對陣凱爾采科羅納時首次於波蘭足球甲級聯賽上陣。

### 阿仙奴
2015年1月21日，比歷克轉會至阿仙奴，但官方並没有透露轉會金額。
2015年10月27日，比歷克於英格蘭聯賽盃對陣錫周三，於第60分鐘入替同是首次上陣的格連·卡馬拉，但阿仙奴作客以3比0落敗。

### 伯明翰（外借）
2017年1月31日，比歷克被外借至英格蘭冠軍足球聯賽球隊伯明翰，直至賽季完結。2月14日，他在對陣普雷斯顿時首次為球隊上陣，並打滿全場，但球隊以1比2落敗。10日後，球隊中堅保羅·羅賓遜在對陣狼隊時被球證出示紅牌逐出場，比歷克後備入替，與瑞恩·紹頓出任中堅的位置，最終伯明翰以2比1勝出。其後在3月中，伯明翰對陣紐卡素的比賽時，比歷克、保羅·羅賓遜和瑞恩·紹頓組成的三中堅防線保持不失球，其中比歷克良好的表現成功令領隊吉安弗蘭科·佐拉繼續讓他於接下來的數星期聯賽中出任正選，球隊亦考慮於2017-18賽季繼續租借他。
可是，由於基安法蘭高·蘇拿因成績欠佳而辭職，接任的改變球隊的陣式至四後衛，再加上復出，比歷克失去正選位置，只在聯賽煞科戰作客對陣布里斯托尔城的比賽中上陣。他協助球隊保持1比0的比數至完場，避免球隊降班至英格蘭甲組足球聯賽。

### 華素爾（外借）
比歷克因肩傷無法於2017年夏季轉會窗外借。2018年1月31日，他被外借至英格蘭甲組足球聯賽球會華素爾。

### 查爾頓（外借）
2018年8月16日，比歷克被外借至查爾頓，為期1個賽季。

### 德比郡
2019年8月2日，别利克转会至德比郡，并与其签约5年。

## 國家隊生涯
比歷克入選波蘭 U21出戰2017年欧洲U-21足球锦标赛的大軍名單。

## 生涯統計
截至2017年5月17日
| 球會           | 賽季        | 聯賽               | 聯賽 | 聯賽 | 足總盃 | 足總盃 | 聯賽盃 | 聯賽盃 | 其他 | 其他 | 總計 | 總計 |
| 球會           | 賽季        | 聯賽               | 出場 | 入球 | 出場   | 入球   | 出場   | 入球   | 出場 | 入球 | 出場 | 入球 |
| -------------- | ----------- | ------------------ | ---- | ---- | ------ | ------ | ------ | ------ | ---- | ---- | ---- | ---- |
| 歷基亞         | 2014-15賽季 | 波蘭足球甲級聯賽   | 5    | 0    | 0      | 0      | —      | —      | 1    | 0    | 6    | 0    |
| 阿仙奴         | 2014-15賽季 | 英格蘭超級足球聯賽 | 0    | 0    | 0      | 0      | —      | —      | —    | —    | 0    | 0    |
| 阿仙奴         | 2015-16賽季 | 英格蘭超級足球聯賽 | 0    | 0    | 0      | 0      | 1      | 0      | 0    | 0    | 1    | 0    |
| 阿仙奴         | 2016-17賽季 | 英格蘭超級足球聯賽 | 0    | 0    | 0      | 0      | 1      | 0      | 0    | 0    | 1    | 0    |
| 阿仙奴         | 總計        | 總計               | 0    | 0    | 0      | 0      | 2      | 0      | 0    | 0    | 2    | 0    |
| 伯明翰（外借） | 2016-17賽季 | 英格蘭冠軍足球聯賽 | 10   | 0    | —      | —      | —      | —      | —    | —    | 10   | 0    |
| 生涯統計       | 生涯統計    | 生涯統計           | 15   | 0    | 0      | 0      | 2      | 0      | 1    | 0    | 18   | 0    |

1. ↑  曾上陣欧足联欧洲联赛的賽事